# 1993 у телебаченні
Список 1993 у телебаченні описує події у сфері телебачення, що відбулися 1993 року.

## Події

### Січень
- 1 січня — Перехід аналогового мовлення регіональної державної ТРК «Житомир» з 12 на 7 ТВК в Черняхові[1].
- 5 січня — Початок мовлення нового армянського регіонального телеканалу «Северный Крым»[2].
- Початок аналогового мовлення телеканалу «ICTV» на 29 і 41 ТВК в Ужгороді,  на 28 ТВК у Дніпропетровську, на 7, 25 та 32 ТВК у Донецьку, на 28 і 33 ТВК у Запоріжжі, на 21 ТВК в Кіровограді, на 21 ТВК в Луганську, на 7 ТВК в Миколаєві, на 26 ТВК в Одесі, на 5 і 34 ТВК в Харкові, на 23 ТВК у Хмельницькому, на 7 ТВК в Черкасах і на 10 ТВК в Чернівцях[3][4][5][6][7][8][9][10][11][12][13][14].
- Початок мовлення нового одеського регіонального державного «38 каналу»[10].

### Лютий
- 1 лютого — Припинення мовлення та закриття київського телеканалу «Мегапол».
- 3 лютого — Початок мовлення нового балтського регіонального телеканалу «БІК».
- Початок аналогового мовлення телеканалу «ICTV» на 42 ТВК у Тернопілі[15].

### Березень
- 1 березня — Початок мовлення регіонального «Іллічівського телебачення»[16].
- 10 березня — Початок мовлення нового криворізького регіонального новинного телеканалу «Рудана».
- 13 березня — Початок мовлення нової донецької регіональної ТРК «Україна»[17].
- 31 березня — Початок мовлення нового регіонального телеканалу «ТБ-Бердянськ»[18].

### Квітень
- 15 квітня — Початок мовлення нового торезького регіонального телеканалу «TTV».
- 19 квітня — Початок мовлення нової студії «Гравіс» в етері телерадіокомпанії «Рутенія»[19].

### Травень
- 15 травня — Початок мовлення нового харківського регіонального телеканалу «ВЕК»[11].
- Початок мовлення нового лозівського регіонального телеканалу «SIGMA»[20].

### Червень
- 1 червня — Початок мовлення нового сумського регіонального телеканалу «Відікон».
- 21 червня — Початок аналогового мовлення телеканалу «ICTV» на 31 ТВК в Луганську[8].
- Початок мовлення нового регіонального телеканалу «Зміїв ТБ»[21].

### Серпень
- 1 серпня — Початок мовлення нового уманського регіонального телеканалу «УТС».
- 23 серпня — Створення нової харківської регіональної телекомпанії «АТН»[11].

### Жовтень
- 3 жовтня — Початок мовлення нового жовтоводського регіонального телеканалу «TV-Степ»[22].
- 10 жовтня — Початок мовлення нового російського телеканалу «НТВ»[23].
- 25 жовтня — Початок мовлення нового дніпропетровського регіонального телеканалу «ТСД»[24].
- Початок мовлення нового вінницького регіонального телеканалу «ВІТА ТБ»[25].
- Початок аналогового мовлення регіонального державного телеканалу «Миколаїв» на 35 ТВК[9].
- Ребрендинг івано-франківського регіонального «40 каналу» в «Канал-402»[26].

### Листопад
- 1 листопада — Початок мовлення нового полтавського регіонального телеканалу «Юта-ТВ»[27].
- 8 листопада — Початок мовлення київської телекомпанії «НТУ»[19].

### Грудень
- 3 грудня — Початок мовлення нового румунського телеканалу «Antena 1».
- 15 грудня
  - Початок мовлення нової кримської регіональної «Чорноморської ТРК»[28].
  - Початок мовлення нового регіонального телеканалу «ТРС Миронівка»[29].
- 23 грудня — Початок мовлення горлівського регіонального «6 каналу»[30][31].
- 31 грудня — Припинення аналогового мовлення російського телеканалу «Образовательная программа» на 30 ТВК в Києві[32].

## Без точних дат
- Весна — Перехід аналогового мовлення регіонального «40 каналу» з 40 на 2 ТВК в Івано-Франківську[26].
- Літо
  - Припинення мовлення та закриття артемівського регіонального телеканалу «Еліта»[33].
  - Початок аналогового мовлення краматорського регіонального телеканалу «СКЕТ» на 25 ТВК в Артемівську[33].
- Початок аналогового мовлення телеканалу «ICTV» на 26 ТВК у Вінниці та на 24 ТВК в Бершаді[34][35].
- Початок мовлення нового миколаївського регіонального «38 каналу»[9].
- Початок аналогового мовлення телеканалу «УТ-2» на 37 ТВК в Новограді-Волинському[36].
- Початок аналогового мовлення регіонального державного телеканалу «Кіровоградська ОДТРК» на 35 ТВК у Знам'янці[37].
- Перехід аналогового мовлення телеканалів «УТ-2» й «УТ-3» із 7 на 40 ТВК в Івано-Франківську[38].
- Початок мовлення нового скадовського регіонального телеканалу «Студія-36»[39].
- Призупинення мовлення регіонального телеканалу «Соледарське ТБ»[40].